# 1022

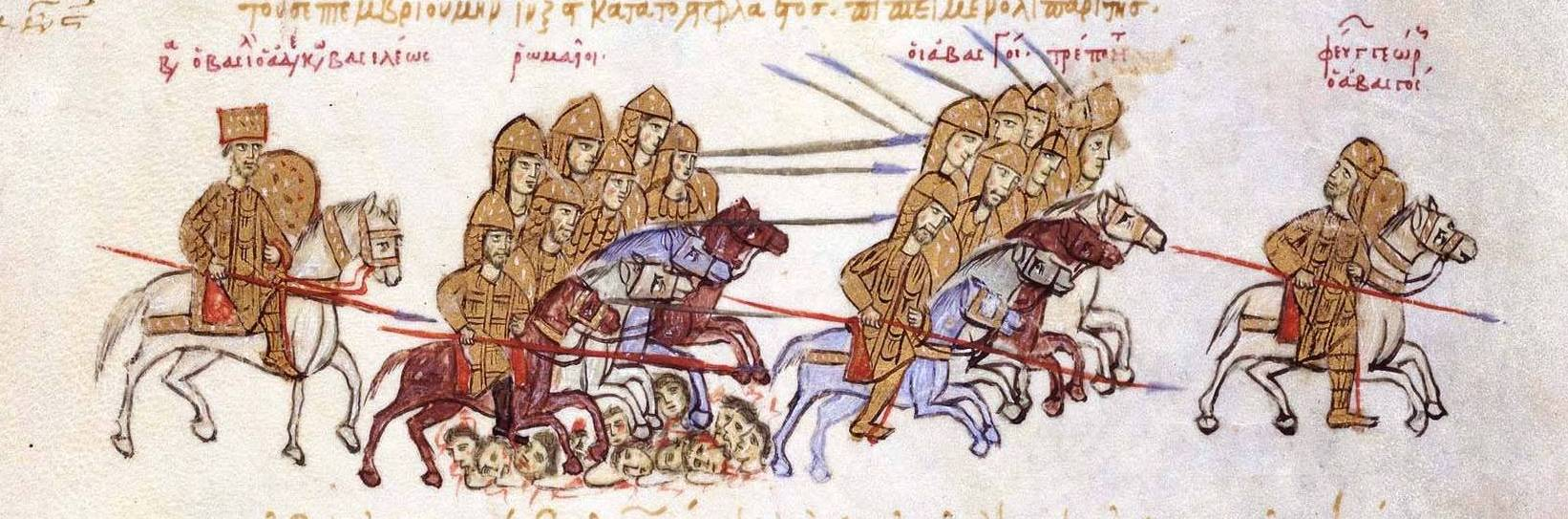
Keizer Basileios II verslaat de Georgiërs.

Het jaar 1022 is het 22e jaar in de 11e eeuw volgens de christelijke jaartelling.

## Gebeurtenissen

### Byzantijnse Rijk
- Voorjaar - Slag bij Svindax: Het Byzantijnse leger onder bevel van keizer Basileios II ("de Bulgarendoder") verslaat de Georgiërs in Oost-Anatolië (huidige Turkije). Koning George I wordt gedwongen een vredesverdrag te sluiten. Volgens de eisen van het verdrag wordt George verplicht zijn 3-jarige zoon Bagrat IV af te staan als gijzelaar en verliest hij de streek Tao. De landstreek wordt door Basileios geannexeerd als Thema Iberië.[1]

### Europa
- Voorjaar - Keizer Hendrik II ("de Heilige") arriveert met een Duits expeditieleger (ongeveer 20.000 man) in Rome en trekt naar Capua, nadat de Lombardische stadstaten in Zuid-Italië een alliantie hebben gesloten met de Byzantijnen. Hendrik verdeelt zijn troepen in drie colonnes, de eerste staat onder bevel van aartsbisschop Pilgrim. Hij trekt langs de Tyrreense kust en brengt de Lombardische hertogdommen weer onder controle. Pilgrim neemt vervolgens gijzelaars na de belegering van Salerno en vertrekt daarna om zich bij Hendrik te voegen. De drie colonnes komen uiteindelijk samen bij Troia en beginnen met de belegering van de vestingstad.[2]
- Zomer - Hendrik II ("de Heilige") besluit de belegering van Troia op te heffen. Duitse troepen worden gedecimeerd door dysenterie en malaria. Hendrik beëindigt zijn veldtocht in Italië en trekt zich terug naar Duitsland. Hij legt zijn heerschappij opnieuw op de Lombardische vorstendommen. Door de teleurstellende veldtocht laat Hendrik uit frustratie bijna Guaimar IV, prins van Salerno, executeren. Dit wordt verhinderd door een smeekbede van Pilgrim. Basileios Boioannes, Byzantijnse gouverneur, is erin geslaagd het Duitse expeditieleger tegen te houden, door een veldslag met Hendrik te vermijden, zonder zelfs zijn legerkamp in Bari te verlaten.[3]
- Koning Olaf II ("de Schatkoning") overlijdt na een regeerperiode van 27 jaar. Hij wordt opgevolgd door zijn 22-jarige zoon Anund Jacob als heerser van Zweden. Tijdens zijn heerschappij komen er geregeld onlusten voor tussen de christelijke en heidense gouwen in Zweden. Anund maakt Sigtuna zijn machtscentrum en laat hier de eerste munten van Zweden slaan.[4]

### Religie
- Concilie van Pavia: Hendrik II ("de Heilige") en paus Benedictus VIII houden een kerkbijeenkomst in Pavia. De decreten tegen simonie en zwaardere regels rond het celibaat voor kerkelijk ambten worden ingevoerd.[5]
- Stichting van de Abdij van Sint-Winoksbergen (of Sint-Winok) door Boudewijn IV ("met de Baard"), graaf van Vlaanderen.
- Eerste schriftelijke vermeldingen van Seefeld (huidige Oostenrijk) en Stendal (een bezit van het bisdom Hildesheim).

## Geboren
- Ordulf (of Otto), Duits edelman en hertog (overleden 1072)

## Overleden
- 6 januari - Frederik van Verdun, Frans edelman (r. 1012 - 1022)
- 2 september - Máel Sechnaill mac Domnaill, Iers hoge koning[6]
- 20 november - Bernward van Hildesheim (62), Duits bisschop[7]
- Olaf II ("de Schatkoning"), koning van Zweden (r. 995 - 1022)[8]
- Sidi Mahrez ben Khalaf (71), Tunesisch wali, geleerde en jurist
- Simeon de Nieuwe Theoloog, Byzantijns kerkleraar en dichter[9]
- Zhenzong (Zhao Heng) (54), keizer van het Chinese Keizerrijk